# 茶木ひろみ
茶木 ひろみ（さき ひろみ、本名非公開、1956年4月16日 - ）は、日本の漫画家。兵庫県神戸市出身。血液型はA型。
集英社の『週刊マーガレット』にて活躍していた。ペンネームを「茶木宏実」としていた時期がある。
現在はどの出版社にも属さず、個人で本をAmazonにて販売。電子版はKindle独占契約で配信中。

## 概要
1977年、『デラックスマーガレット』（集英社）に掲載された、「委員長が変です!?」にて正式デビュー。
代表作は『銀の鬼』など。
初期の作風は『かのこ』に代表されるロマコメが中心だったが、『真珠姫』・『姫-クラシックガール-』など日本史（桃山時代・江戸時代初期）が絡む伝奇小説的な作品もある。『銀の鬼』以後、『お幻さま』などホラー・ミステリー色の濃い作品が多くなった。
主人公は『銀の鬼』の主人公を代表とする、気が強く凛とした感じの女性像が多く、作中では白髪で描かれるが、『姫-クラシックガール-』や『お幻さま』の主人公など、黒髪で描かれる大人しくて芯の強いタイプも見られる。
作中には設定や場面、ネーミングなどを含め、菓子と雪が多く登場する。主人公のペットとして猫の登場も多い。
茶木は1989年8月に刊行された『悪徳の栄え』以後作品の発表を停止していたが、2004年春、新作『変な探偵』を共同出版（300部）し復帰を果たした。
2006年6月に茶木の公式サイトが開設され、WEB上のみで新作のDL販売を開始したが、2007年6月13日に予告無しで突然閉鎖となり、DL販売も中止された。同年8月に公式サイトが再開され作品のDLも復活したが、2009年4月にサイトが再び閉鎖された。
2009年6月19日、ブッキングから発売された『銀の鬼 目覚め』3巻の続編として、デジタルコミックとして新作発表がなされた。PC版では『銀の鬼 ―目覚め―(11)副題：秘密』としてチーコチーカ扱いで買う事が出来るが（ブッキングからの新作発行は『変な探偵』が最後となっているため）、デジタルコミックではなく紙の書籍として読むことは当分出来ないと作者ブログにも説明があった。
2009年7月28日には茶木としては初めて、日本国外である韓国でもデジタルコミックとして作品の発売が開始された。
ブッキングから発売された『銀の鬼目覚め』3巻の続編として、茶木の自費出版本がAmazonにて販売中。
銀の鬼11～14巻
銀の鬼15～17巻
銀の鬼18～21巻
銀の鬼22～23巻
銀の鬼24～27巻(2019年9月発売予定)
銀の鬼外伝(全1巻)
絹のヒーロー4巻
おれはバラ・母なる男ミックス
電子版はKindle独占契約で配信中。
銀の鬼1～27巻
銀の鬼外伝1～５巻
変な探偵1、２巻
母なる男1、２巻
マダム・ソレイユ１、２巻
おれはバラ１、２巻
おれはバラ・母なる男ミックス
ごはんだよ！
桃ノ花の疾走/熱くなれ！
真珠姫１、２巻
かのこ
びわとオハギとカレーライス(カレーライスの王子さま改題)/くちづけどろぼう
絹のヒーロー1～４巻
幻の少女1、２巻(姫・クラシックガール改題)
お幻さま
悪徳皇帝との恋(悪徳の栄え改題)
あなたのプロフィール
ももいろ宝石(2019年9月配信予定)
純恋夜(2019年9月配信予定)
翻訳版銀の鬼The silver demon1～6

## 単行本リスト
マーガレットコミックス（集英社）
- 銀の鬼 (1) ISBN 978-4088492223
- 銀の鬼 (2) ISBN 978-4088492476
- 銀の鬼 (3) ISBN 978-4088492643
- 銀の鬼 (4) ISBN 978-4088493084
- 銀の鬼 (5) ISBN 978-4088493275
- 銀の鬼 (6) ISBN 978-4088493473
- 真珠姫 (1) ISBN 978-4088508085
- 真珠姫 (2) ISBN 978-4088508184
- 姫-クラシックガール- ISBN 978-4088491868
- なないろ七日め ISBN 978-4088505695
- おれは薔薇 ISBN 978-4088495033
- 悪徳の栄え ISBN 978-4088495484
- かのこ (1)
- かのこ (2)（同時収録「悪ガキ!ララバイ」）
- お幻さま (1) ISBN 978-4088493992
- お幻さま (2) ISBN 978-4088494203
- ごはんだよ! ISBN 978-4088507286
- 紫ショック! ISBN 978-4088506821
- 絹のヒーロー (1) ISBN 978-4088491097 ※主人公は俳優の京本政樹をモデルにしていると桂文珍司会のバラエティ番組「パーティー野郎ぜ!」で公表された（茶木本人も出演）。
- 絹のヒーロー (2) ISBN 978-4088491417
- 絹のヒーロー (3) ISBN 978-4088491523
- 私の首領 ISBN 978-4088504261
- 純恋夜 ISBN 978-4088490823
- あなたのプロフィール ISBN 978-4088506173
- 17の赤くなる病気 ISBN 978-4088505060
- ももいろ宝石 ISBN 978-4088490564
- おれのピンク星 (1) ISBN 978-4088507606
- おれのピンク星 (2) ISBN 978-4088507675

ソノラマコミック文庫（朝日ソノラマ）
- 銀の鬼 (上) ISBN 978-4022671202
- 銀の鬼 (中) ISBN 978-4022671219
- 銀の鬼 (下) ISBN 978-4022671226
- 姫-クラシックガール- ISBN 978-4022671233

ブッキング
- 銀の鬼-目覚め- (1) ISBN 978-4835443072
- 銀の鬼-目覚め- (2) ISBN 978-4835443478　（同時収録「母なる男」「夢丼」「桃ノ花の失踪」）
- 銀の鬼-目覚め- (3) ISBN 978-4835443898　（同時収録「カレーライスの王子さま」）
- 変な探偵 ISBN 978-4835443904（第1話〜第4話）

日本文学館
- 変な探偵 ISBN 978-4776502524（第1話〜第2話）

【現在発売中の茶木の本】
ブッキングから発売された『銀の鬼目覚め』3巻の続編として、茶木の自費出版本をAmazonにて販売中。
銀の鬼11～14巻
銀の鬼15～17巻
銀の鬼18～21巻
銀の鬼22～23巻
銀の鬼24～27巻(2019年9月発売予定)
銀の鬼外伝(全1巻)
絹のヒーロー4巻
おれはバラ・母なる男ミックス
電子版はKindle独占契約で配信中。
銀の鬼1～27巻
銀の鬼外伝1～５巻
変な探偵1、２巻
母なる男1、２巻
マダム・ソレイユ１、２巻
おれはバラ１、２巻
おれはバラ・母なる男ミックス
ごはんだよ！
桃ノ花の疾走/熱くなれ！
真珠姫１、２巻
かのこ
びわとオハギカレーライス(カレーライスの王子さま改題)/くちづけどろぼう
絹のヒーロー1～４巻
幻の少女1、２巻(姫・クラシックガール改題)
お幻さま
悪徳皇帝との恋(悪徳の栄え改題)
あなたのプロフィール
ももいろ宝石(2019年9月配信予定)
純恋夜(2019年9月配信予定)
翻訳版銀の鬼The silver demon1～6